# Куркімахі
Куркімахі (рос. Куркимахи) — село Акушинського району, Дагестану Росії.
Населення — 360 (2015).

## Населення
За даними перепису населення 2002 року в селі мешкало 426 осіб. У тому числі 188 (44,13 %) чоловіків та 238 (55,87 %) жінок.
Переважна більшість мешканців — даргинці (100 % від усіх мешканців). У селі переважає усіша-цудахарська мова.
У 1959 році в селі проживало 272 осіб.